# Virginia Aveni
Virginia Lee Aveni (nacida Baldwin; 5 de octubre de 1933) es una miembro anterior de la Cámara de Representantes de Ohio.
Obtuvo el grado por la Universidad de Redlands y la Universidad de Arizona y también estudió en la Universidad Estatal de Cleveland.